# Geneviève Darrieussecq
Geneviève Darrieussecq (Pèirahorada, 4 de març de 1956) és doctora i política francesa, Ministra delegada encarregada de la Memòria i dels Antics combatents al Ministeri de Defensa en els governs dels Primers ministres Édouard Philippe i Jean Castex des de 2017.

## Carrera

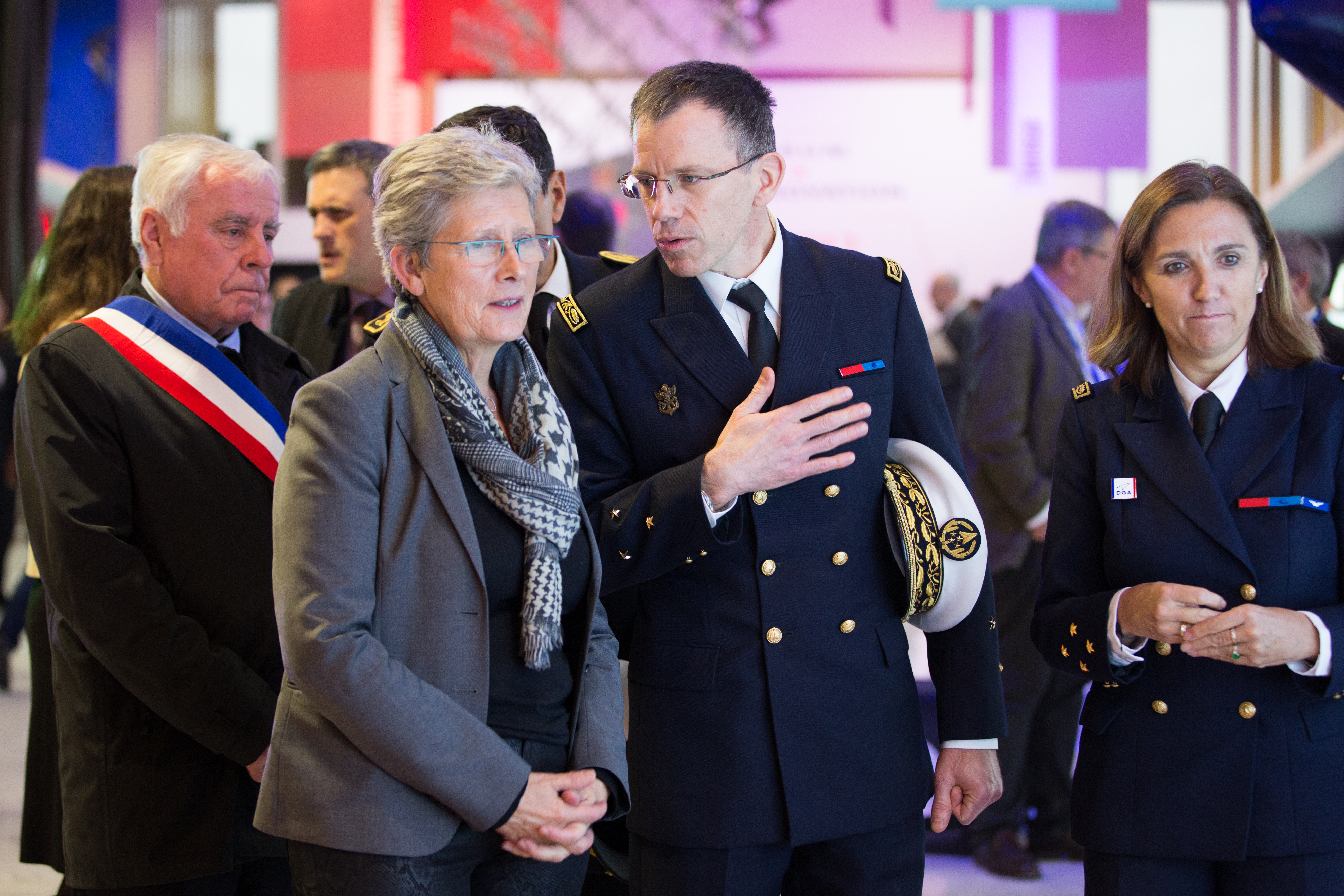
Visita de Geneviève Darrieussecq a l'École polytechnique el 2017

Darrieussecq va ser alcaldessa de Lo Mont de Marsan (2008-2017).
Des de 2017 Darrieussecq ha estat membre de l'Assemblea Nacional pels Landes.
El 21 de juny de 2017, Darrieussecq va ser nominada Ministra delegada encarregada de la Memòria i dels Ancians combatents amb la Ministra de Defensa Florence Parly en el Segon govern Philippe. Charles Dayot la va succeir com a alcalde de Lo Mont de Marsan el 7 de juliol de 2017. El diari Contexte destaca que "Geneviève Darrieussecq és discreta amb Florence Parly al Ministeri de Defensa. Té una missió específica: el "costat humà", mentre la ministra cuida del material. La memòria, la joventut, la formació, el servei de salut dels exèrcits, el desenvolupament durador en els exèrcits, el pla familiar són els seus primers temes d'importància. Però ha de dominar la resta, per ser capaç de contestar en cas d'absència de Florence Parly.